# Euastrum ciastonii
Euastrum ciastonii là một loài Song tinh tảo trong họ Desmidiaceae, thuộc chi Euastrum.